# 米凯拉·里斯托斯基
米凯拉·里斯托斯基（1989年11月7日—），克罗地亚女子田径运动员。她曾代表克罗地亚参加2012年、2016年和2020年夏季残疾人奥林匹克运动会田径比赛，获得一枚金牌和二枚铜牌。